# CollectiveAccess
CollectiveAccess es un software gratuito de código abierto que sirve para administrar y publicar colecciones de museos y archivos, colecciones especiales que también son utilizadas cada vez más por bibliotecas, corporaciones y organizaciones sin fines de lucro. Está diseñado para manejar colecciones grandes y heterogéneas que tienen requisitos complejos de catalogación y requieren soporte para una variedad de estándares de metadatos y formatos de medios. El software está disponible gratuitamente bajo la licencia pública GNU de código abierto, lo que significa que no solo se puede descargar y usar de forma gratuita, sino que se recomienda a los usuarios compartir y distribuir el código. 
Collective Access es un conjunto de aplicaciones basadas en la web que proporciona un marco para la catalogación y el descubrimiento. Los dos componentes principales de Collective Access son Providence, una interfaz de catalogación back-end, y Pawtucket, una plataforma de descubrimiento y publicación front-end. Ambos componentes están disponibles en Github y se pueden descargar desde la página de descargas. También está disponible un paquete de inicio rápido, que permite crear un sistema de prueba rápida localmente en el ordenador del usuario, sin la necesidad de instalarlo en un servidor web. Está diseñado para ayudar a los usuarios, a explorar el software y sus funciones, pero no se recomienda para uso regular.

## Historia
El programa ha sido desarrollado y es mantenido por la empresa Whirl-i-Gig, con la colaboración de diferentes instituciones asociadas de los Estados Unidos y de Europa como el Institute of Museum and Library Services, el
The National Endowment for the Humanities (NEH), el New York State Council for the Arts o el Kulturstiftung des Bundes, entre otros.
Entre los usuarios de Collective Access se encuentran principalmente instituciones norteamericanas. Algunos ejemplos representativos son el Queens Memory Project de la Queens Library de Nueva York, el New Museum's Digital Archive del New Museum y el Parrish Eastend Stories del Parrish Art Museum de la misma ciudad, el Van Alen Institute's Design Archive del Van Alen Institute, o el repositorio del Jewish Museum de Praga.
El proyecto inició en 2003 bajo el nombre de OpenCollection, desarrollado por la asociación Whirl-i-Gig y un equipo de desarrollo con sede en Nueva York con el fin de crear un programa alterno a los costosos programas privativos existentes para catalogar, gestionar y publicar en las web sus colecciones digitales.
En marzo del 2007 tuvo su primer lanzamiento público con la versión 0.50 hasta que en 2008 cambió su nombre por el actual, CollectiveAccess.
El programa se ha implementado en más de cien proyectos en diferentes ámbitos como las bellas artes, la historia oral, los fondos de Archivo institucionales y numerosas colecciones de diferentes tipologías de unidades de información.
El Gobierno de Canadá tiene una entrada evaluando CollectiveAccess.

## Características
Los dos componentes principales de CollectiveAccess son Providence, la aplicación principal de gestión de datos y catalogación, y Pawtucket, una plataforma de descubrimiento y publicación "front-end" de descarga opcional para los usuarios. Providence proporciona un enfoque relacional a la catalogación que permite a los usuarios crear y describir relaciones entre diferentes tipos de registros y construir relaciones jerárquicas para colecciones complejas.
Las herramientas de búsqueda y búsqueda matizadas, las herramientas avanzadas de presentación de informes y visualización, las capacidades de edición e importación por lotes, el manejo de medios superior y más permiten a los usuarios catalogar casi cualquier cosa. Para colecciones de acceso público, Pawtucket ofrece las herramientas de presentación web que pueden traer un Archivo a la luz.

### Aplicaciones
Los usuarios que deseen hacer uso de CollectiveAccess deberán primero realizar la instalación de una serie de aplicaciones que loo componen. Las aplicaciones de las que se compone Collective Access son las siguientes:
- Providence : Sirve como una herramienta de catálogo de aplicaciones de base de datos y se utiliza para administrar y describir la colección. Providence es la aplicación de catalogación principal de Collective Access, también conocida como back-end, donde los datos, los medios y los metadatos se ingresan, se editan y se administran.

- Pawtucket2 : Es un módulo de acceso público que proporciona al usuario una búsqueda ergonómica basada en la web y una interfaz de navegación de datos, así como funciones interactivas como etiquetas, comentarios, notación y generación de presentaciones. También es posible utilizar Pawtucket para crear fácilmente un subconjunto de la colección que se pondrá a disposición del público en Internet. Pawtucket2 es la herramienta opcional pública de acceso web o front-end para publicación y descubrimiento.

- Woonsocket : Da acceso a la aplicación a través de iPhone.

## Funciones
Las principales funciones disponibles para los usuarios de CollectiveAccess son las siguientes:

### Metadatos
- Está pre-configurado con varios estándares de biblioteca y Archivo, incluyendo DACS, PBCore, Dublin Core o VRA Core.
- Es totalmente configurable: Los usuarios del mismo, pueden crear y editar campos de metadatos, interfaces de usuario e informes sin programación personalizada.
- Permite definir facetas de navegación personalizadas y formularios de búsqueda avanzada.
- Da soporte para la validación de datos de fechas, medidas, moneda, URL, entre otros.
- Se encuentra integrado con los encabezados de las asignaturas de la Biblioteca del Congreso, los vocabularios de Getty y los GeoNames.
- Contiene herramientas de mapeo para la georeferenciación
- Da soporte para jerarquías complejas, es decir, colecciones a artículos, autoridades de lugar, etc.

### Flujo de trabajo
- Contiene herramientas de catalogación por lotes para objetos y objetos de autoridad.
- Contiene herramientas de importación de lotes para medios
- Tiene un marco de importación de datos con lectores para Excel, Tab, CSV, MARC, FilemakerPro DSO XML, InMagick XML
- Tiene un marco de exportación de datos que admite asignaciones a varios formatos OAI-PMH,  incluidos EAD y Dublin Core
- Contiene herramientas de generación de informes para generar ayudas de búsqueda y exportaciones a formatos legibles en PDF u hojas de cálculo
- Contiene herramientas para comercio electrónico / licencias.
- Contiene herramientas para gestionar la entrada / salida de elementos de la biblioteca.
- Proporciona un formato de hoja de cálculo para editar múltiples registros en una sola pantalla
- Contiene herramientas para crear, editar y compartir conjuntos de elementos con los colaboradores del proyecto
- Soporta la catalogación multilingüe.

### Medios de comunicación
- Permite la visualización y reproducción en el navegador de imágenes, video, audio, documentos de varias páginas y escaneos 3D
- Da soporte para búsqueda dentro de documentos.
- Proporciona herramientas de anotación para imágenes, documentos, video y audio.
- Tiene un visor de imágenes de alta resolución de pan-y-zoom HTML 5
- Da soporte para formatos de Archivo como: Microsoft PowerPoint, Microsoft Excel y Microsoft Word con vistas previas generadas a través de LibreOffice

### Publicación, diseño y búsqueda
- Permite publicar un sitio web de un portal de la colección de acceso público opcional.
- Permite diseñar componentes de acceso público fácilmente con la biblioteca de temas.
- Permite configurar las herramientas de navegación que incluyen el filtrado de búsqueda posterior a la búsqueda, formularios de búsqueda avanzada personalizados, entre otros.
- Permite resaltar los elementos de la colección en galerías configurables.
- Genera líneas de tiempo dinámicas desde los resultados de búsqueda y navegación.
- Permite presentar elementos de autoridad con herramientas de visualización.
- Permite crear cronologías personalizadas
- Permite trazar datos y metadatos en mapas interactivos
- Permite solicitar y moderar comentarios, etiquetas y calificaciones generados por el usuario.
- Acepta envíos de contenido de Archivo, datos y medios generados por el usuario.

### Control de acceso
- Tiene un control de acceso granular a campos o registros específicos por tipo , controlados por el usuario o grupo de usuarios.
- Da soporte para restricciones de acceso multinivel a registros y metadatos publicados.
- Tiene una autenticación LDAP y da soporte para métodos alternativos de autenticación de usuarios.
- Permite la preservación digital de los documentos y registros.
- Tiene controles de corrección en las sumas de comprobación MD5 a través de informes de correo electrónico convenientes
- Crea automáticamente derivados de acceso para medios de conservación.
- Permite la integración con BagIt.

## Versiones
Las versiones que ha tenido CollectiveAccess hasta el momento son:
| Versión | Fecha                    | Descripción |
| ------- | ------------------------ | --- |
| 1.7.6   | 18 de abril de 2018      | Está lanzada y disponible. Es una versión importante con muchas correcciones de errores y con algunas características nuevas |
| 1.7.5   | 6 de agosto de 2017      | Versión de mantenimiento de la 1.7 que amplía las numerosas correcciones de errores y el abanico de nuevas funciones en 1.7.4 con una única solución para un problema de instalación. En Pawtucket2 la versión 1.7.5 es una versión de mantenimiento con una variedad de correcciones de errores y un puñado de nuevas características, incluida la reintroducción de la búsqueda de PDF en el documento. |
| 1.7.4   | 5 de agosto de 2017      | Versión de la 1.7 que amplía numerosas correcciones y que incluye lo siguiente: el retorno de la búsqueda de PDF en el documento cuando se usa universalViewer, soporte para importar desde archivos RSS de Wordpress, el importador de medios ahora se puede activar desde la línea de comandos a través de las teclas, varias mejoras de configuración y API. |
| 1.7     | 21 de abril de 2017      | Esta es la primera versión pública de Pawtucket2 (es compatible con PHP 5.5, 5.6, 7.0 y 7.1), que ha estado disponible solo como una versión de desarrollo hasta ahora. La actualización de Providence incluye una interfaz de usuario revisada y visores de medios actualizados. |
| 1.6.2   | 11 de septiembre de 2016 | Versión 1.6 de mantenimiento. |
| 1.6.1   | 22 de febrero de 2016    | Versión 1.6 de mantenimiento. |
| 1.6     | 29 de enero de 2016      | Incluye muchos cambios, incluida la compatibilidad completamente reconstruida para ElasticSearch, un nuevo analizador de plantillas de visualización, se ha agregado una variedad de interfaces de usuario y mejoras funcionales (Permitir incrustar metadatos en imágenes usando el marco de exportación genérico, se agregó la característica de visibilidad de campo, modo de vista previa de solo lectura para contenedores grandes, se agregó un nuevo paquete de objetos relacionados que permite administrar grandes listas de elementos relacionados, como un resultado de búsqueda, y el agregado quickadd para elementos de referencia) |
| 1.5.2   | 5 de diciembre de 2015   | Esta es una versión de mantenimiento de la 1.5 con una serie de correcciones de errores. |
| 1.5.1   | 18 de agosto de 2015     | Esta es una versión de mantenimiento de la 1.5 |
| 1.5     | 11 de junio de 2015      | Presenta las siguientes nuevas características: - Informes PDF mejorados - Fuentes de datos externos adicionales, como Wikipedia y WorldCat - Herramientas de anotación de medios - Funcionalidad de búsqueda mejorada - Soporte para relaciones complejas "intersticiales" - Herramientas de gestión de la colección, como el soporte para el acceso y el seguimiento de la ubicación. - Módulo de circulación biblioteca "check in / check out" - Mejoras al importador de datos. |
| 1.4     | 12 de marzo de 2014      | Se añadieron nuevas características (Soporte para formatos de archivos multimedia adicionales: Imágenes DICO y Modelos STL y PLY 3-D; Visor de PDF, edición en los resultados de los resultados de búsqueda / navegación utilizando la interfaz similar a una hoja de cálculo en modo editable. Se revisaron las opciones de visualización de PDF para incluir PDFJS en el visor del navegador. Añadido en la búsqueda de documentos para documentos PDF en NYTimes basados en JPEG a través del soporte de PDFMiner ) y realizaron mejoras en la interfaz de usuario, visualización de subtítulos en videos, informes, en la búsqueda y más) |
| 1.3.1   | 25 de noviembre de 2013  | Es una versión de corrección de errores menores que trata una posible vulnerabilidad de scripts entre sitios (XSS). |
| 1.3     | 20 de febrero de 2013    | Nuevas características en cartografía, procesamiento de imágenes, búsqueda, control de acceso, edición, importador de medios por lotes, corrección de errores y mejoras en el rendimiento de búsqueda y navegación, procesamiento de imágenes y complemento de búsqueda SOLR. Pawtucket presenta una actualización para compatibilidad con CollectiveAccess v1.3, soporte de datos de mapas a través de Openlayers, nuevo complemento Elasticsearch, es un motor de búsqueda fácilmente desplegable que permite a CA beneficiarse de un mayor rendimiento, soporta elementos jerárquicos en listas, cada registro se puede restringir a un usuario o grupo específico, Visor de medios mejorado, con visualización de borde a borde, es decir, sin bordes, implementación de modelos de visualización para mostrar datos y nuevos plugins para editar discos y compartir mejor. |
| 1.2     | 9 de junio de 2012       | Nuevas características de Providence: - Importación de metadatos incrustados en medios en campos de CA a través de asignaciones configurable. - La autenticación LDAP ahora es compatible - Interfaz de visor de documentos completamente reimplementado para un mejor rendimiento y una mejor interfaz de usuario. - Interacción con el cliente / herramientas de gestión de comercio electrónico (beta) - Ahora puede restringir las interfaces de usuario a tipos específicos de elementos, usuarios específicos y cambiar más fácilmente la interfaz de usuario utilizada para editar elementos sobre la marcha. - Los formatos de archivo Microsoft PowerPoint .pptx y Excel .xlsx ahora son compatibles; se pueden generar vistas previas de estos archivos si se instala LibreOffice Correcciones de errores: - El motor de búsqueda ahora admite la navegación completa de los campos de moneda. Anteriormente, solo buscaría el tipo de moneda, pero no las cantidades. Mejoras: - Procesamiento de metadatos - El complemento de Microsoft Word ahora puede usar LibreOffice para generar versiones en PDF y en miniatura de las cargas de archivos .doc y .docx para obtener una vista previa en el navegador. Nuevas características de Pawtucket - Los documentos de formato largo, ya sea estructurados como archivos PDF independientes, registros de objetos con muchas representaciones adjuntas o jerarquías de objetos, ahora se pueden visualizar como "libros" utilizando un visor de libros integrado basado en navegador. - Diseño de perfil predeterminado revisado - Los comentarios de los usuarios ahora pueden incluir imágenes - El nuevo complemento de Contribute permite la creación de registros de catálogo por parte de usuarios públicos Mejoras: - Navegador de jerarquía - Módulo de comercio electrónico - Restringir el acceso a colecciones específicas |
| 1.1     | 13 de diciembre de 2011  | La versión 1.1 agrega una serie de características nuevas, que incluyen un motor de búsqueda completamente renovado, un mejor manejo de las jerarquías de registros, una interfaz de "visor de libros" para documentos de formato largo, nuevas opciones de impresión y soporte OAI-PMH, y muchas correcciones de errores. |
| 1.0     | 4 de mayo de 2011        | Lanzamiento de la versión de 1.0 de Providence y Pawtucket |
| 0.6     | febrero de 2009          | Ofrece la interfaz de usuarios en varios idiomas, catalogación multilingüe, esquemas configurables, estándares preconfigurados. Soporte inicial para PBCore, DublinCore, VRA, DarwinCore, SPECTRUM y una selección de esquemas personalizados de uso específico (por ejemplo, archivo de fotos basado en la ubicación, archivo documental, archivo de exhibición).Extensibilidad: soporte para la implementación de complementos personalizados para analizar y transformar medios; autenticación de usuarios y nuevos tipos de valor para campos. |
| 0.5     | 2004                     | Fue desarrollada durante 2004, originalmente nombrada OpenCollection |